# Cheshire (DC Comics)
Cheshire, il cui vero nome è Jade Nguyen, è un personaggio dei fumetti creato da Marv Wolfman e George Pérez, pubblicato dall'editore statunitense DC Comics. È una supercriminale apparsa per la prima volta in New Teen Titans Annual n. 2 (1983).

## Biografia del personaggio
Nata da padre francese e madre vietnamita, Jade Nguyen ebbe un'infanzia infelice e venne venduta come schiava. Da ragazza, dopo aver ucciso il suo maestro, Jade fu informalmente adottata da un combattente per la libertà cinese, Weng Chan, che le insegnò tutto sulle guerriglie. Acquisì le conoscenze sui veleni da Kruen Musenda, un famoso assassino africano noto come "Spitting Cobra" (in lingua inglese, Cobra che sputa) a cui fu sposata per due anni precedenti alla sua morte.
Fu una rivale di lunga data della squadra di supereroi dei Teen Titans. Tuttavia, quando Roy Harper, alias l'arciere Speedy, andò sotto copertura in missione per fare conoscenza con lei e farla diventare buona, i due si innamorarono. Sapendo che non l'avrebbe mai convinta a entrare nei Titans, la lasciò. Cheshire non venne a conoscenza della sua vera identità se non tempo dopo. Il risultato della loro storia fu una figlia, Lian, cresciuta da Roy.
Ritornata ai suoi modi di mercenaria dopo aver lasciato Lian a Roy, Jade salvò la vita di Deathstroke così che la potesse aiutare a rubare delle armi nucleari dalla Russia nel tentativo di ricattare il mondo. Per provare che non stesse bluffando, cancellò la nazione immaginaria del Qurac nel medio oriente, pensando che dato che il Qurac era una roccaforte del terrorismo islamico, i paesi occidentali sarebbero stati segretamente grati. I piani di Cheshire furono sventati quando la sua base fu messa sotto attacco e venne costretta a fuggire. Successivamente creò una sua squadra, i Ravens.
Cheshire si presentò volontaria per unirsi ai Tartarus, un gruppo creato da Vandal Savage con l'obiettivo di distruggere i Titans. Durante un confronto con i Titans e l'H.I.V.E., Savage sparò a Cheshire per distrarre Arsenal. Lei si riprese, ma venne presa in custodia per i crimini quali la distruzione del Qurac. Condannata all'ergastolo, venne liberata dai Ravens. Arsenal, tuttavia, la costrinse a ritornare in carcere.
Infine, Cheshire scoprì che suo padre era un senatore di nome Robert Pullman, e tentò di torturarlo e ucciderlo. Alla fine, sconfisse Lady Shiva, e mise a punto un piano per falsificare la sua morte e scappare dal paese con sua figlia. Jade legò la bocca di Shiva con del nastro adesivo industriale, e la bloccò nel bagagliaio di una macchina (che stava per esplodere), sperando che le autorità trovassero il corpo carbonizzato di una donna asiatica tra i resti di una macchina in fiamme e potessero credere che fosse rimasta uccisa mentre fuggiva per la morte del Senatore. Sfortunatamente per lei, Catwoman e Gypsy si fecero vive e liberarono Shiva, mentre la Cacciatrice e Black Canary impedirono a Jade di uccidere il Senatore, e quindi la portarono in custodia. Mentre scappava dalla scena del tentato omicidio, Jade fu colpita al volto e gettata da un elicottero sulla quale stavano fuggendo le ragazze da Black Canary per evitare che venisse pestata fino alla morte da Shiva, evidentemente infuriata.
Nel 2005, comparve nella miniserie Villains United come membro dei Segreti Sei. Cheshire fu ricattata da Mockingbird, che affermò che c'era una bomba nel retro della testa di Lian. Durante la serie, dormì con Thomas Blake, alias Catman, e rimase incinta, con un bambino di rimpiazzo. Alla fine della miniserie, avendo tradito i Sei a favore della Società di Luthor, le fu sparato e venne ferita gravemente da Deathstroke. Alla fine, Luthor ordinò al ritirata della Società, e uno dei suoi ultimi ordini fu di portare Cheshire con loro, a condizione che fosse ancora viva.
Dopo la serie di Villains United, si rivelò ancora viva, vivendo in un palazzo sulle montagne dell'Himalaya con suo figlio Blake. Lavorando ancora con Vandal Savage, fece visita a tutti i membri dei Sei eccetto per Blake. Prendendo la situazione nelle sue mani, accoltellò il Cappellaio Matto, che stava lavorando con i Sei. La sua lama era avvelenata (come al solito) e successivamente barattò l'antidoto al veleno con Catman in cambio della sua salvezza.
In Justice League of America (vol. 2) n. 12, Cheshire venne mostrata in prigione, ricevendo visita da Roy Harper e Lian.
In Justice League of America Wedding Special, Cheshire fu mostrata come membro della nuova Lega dell'ingiustizia. La si vide poi tra i criminali esiliati in Salvation Run.
Cheshire ritornò come membro di una piccola armata di criminali che tentavano di raccogliere le massicce taglie sulle teste dei Segreti Sei. Avvelenò tutti i piatti dei suoi obiettivi, ma venne fermata da Jeannette.
In Justice League: Cry for Justice, Star City fu distrutta da Prometheus, uccidendo Lian. Cheshire attaccò Roy, infuriata perché non tenne Lian al sicuro, ferendolo. Sia Roy che Cheshire continuarono a combattere, tuttavia Roy riuscì a spingere Cheshire contro il muro. Cheshire perse la volontà di combattere e in lacrime ricordò al perdita di suo figlio. Roy la confortò e i due provarono a dormire insieme. Tuttavia, a causa dell'impotenza di Roy, non riuscì a soddisfare Cheshire, cosa che portò più agitazione nella vita di Roy, cosa che lo portò ad andarsene.
In Secret Six, il figlio di Cheshire avuto dalla relazione con Catman (Thomas Blake) venne rapito, e cronologicamente ebbe luogo dopo la morte di Lian. Catman cominciò la sua strage di persone credendo che il bambino fosse già morto, solo per scoprire che l'uomo che organizzò il rapimento diede il ragazzino ad una coppia senza figli e che lo stesso rapimento era un atto di vendetta contro Cheshire per aver ucciso la sua famiglia. Catman, dopo aver capito che il bambino stava meglio in quella famiglia, informò Cheshire che il loro bambino era morto. Tutto ciò la mandò in una rabbia dolente, mentre Catman le disse che loro figlio dormiva in pace ora che i suoi rapitori erano stati uccisi.
Cheshire ora è un membro della nuova squadra dei Titans di Deathstroke. La loro prima missione fu l'assassinio di Ryan Choi. Non è previsto quanto rimarrà nel gruppo, ma sembra che uno degli obiettivi di Deathstroke è quello di farle ricordare la perdita di Lian. Successivamente contattò Roy, costringendolo a unirsi alla squadra di Deathstroke così che i due potessero ucciderlo. Cheshire capì che Roy "era in debito" con lei per la morte di Lian, ma mentre sembrò che Roy l'avesse doppio-giocata, questo non fu altro che un piano di Cheshire.

## La questione della paternità
Nella storia Sensei and Student della serie Birds of Prey, la stessa Cheshire affermò di aver scoperto la vera identità di suo padre. Secondo lei, era il senatore degli Stati Uniti Robert Pullman che stuprò sua madre e la lasciò da sola con un figlio non nato. Questa sarebbe stata una retcon, ma rimane da vedere se Jade stava veramente dicendo la verità.

## Poteri e abilità
Oltre a essere un'abile combattente addestrata nel corpo a corpo e in numerose arti marziali che si pensava fossero perse per sempre, Cheshire è un'esperta dell'acrobazia tripla e utilizzò quest'abilità per muoversi velocemente e inaspettatamente. Di particolare rilevanza sono le sue unghie artificiali, che lei immerge in numerose varietà di pozioni e veleni. Rende lo stesso trattamento ad altri accessori e varie armi. In Birds of Prey n. 63, Black Canary la chiamò "la seconda assassina più mortale al mondo", battuta solo da Lady Shiva. Con i New 52 acquisisce anche il potere di teletrasportarsi e diventare incorporea, in modo da risultare intangibile agli attacchi.

## Altri media

### Film
- Cheshire compare nel film d'animazione Catwoman: Braccata (Catwoman: Hunted).

### Televisione
- Cheshire fu una delle nuove supercriminali che compaiono nella quinta stagione della serie animata Teen Titans. Comparve come recluta della Confraternita del Male. Somiglia alla sua incarnazione dei fumetti, ma è solo un po' più giovane e con una maschera da gatto sul volto. Ha l'abilità di diventare invisibile, eccetto per gli occhi e il ghigno della maschera, molto simile allo Stregatto di Alice nel Paese delle Meraviglie. Anche qui è un'abile artista marziale, e utilizza il suo kimono con le lunghe maniche, artigli di metallo e i suoi lunghi capelli come armi principali. Per primo catturò Speedy per la Confraternita, e successivamente aiutò Herald all'interno del quartier generale della Confraternita, ma non la si vide per il resto della battaglia.